# 에프앤에프
주식회사 에프앤에프(F&F Co., Ltd.)는 대한민국의 의류 기업이다. 1992년 창립되어 MLB, 디스커버리 익스페디션 등의 대표 브랜드를 배출했다. 디지털 트랜스포메이션(Digital Transformation)을 통한 혁신적인 패션 시스템으로 글로벌 브랜드를 육성하고 있다. MLB브랜드의 해외 소비자 판매액은 2022년 1조원을 넘었다. 

## 연혁
- 1964.03. 삼성출판사 창립
- 1972.02. (주)삼성출판사 법인전환
- 1992.08. ㈜벤아트 설립, BENETTON(베네통), SISLEY(시슬리) 등 여성복 브랜드 전개
- 1996.02. Renoma Sports(레노마 스포츠) 론칭 / ELLE Sports(엘르 스포츠) 론칭
- 1997.06. MLB(엠엘비) 신규 론칭
- 2000.01. 삼성출판사가 (주)엔에스에프로 회사명을 변경했다.
- 2000.02. ABOUT(어바웃), KUHO(구호) 브랜드 전개
- 2001.03. - 제35회 납세자의 날 산업포상 수상
- 2001.07. Banila B(바닐라 비) 전개
- 2002.02. ELLE GOLF(엘르 골프) 론칭, 죽전 COLLECTED 오픈
- 2002.07. 벤아트에서 ㈜에프앤에프로 상호 변경
- 2005.10. Banila Co(바닐라코) 화장품 브랜드 론칭
- 2008.04. F&F 역삼동 신사옥 이전
- 2010.02. MLB KIDS 라인 신규 론칭
- 2012.03. DISCOVERY EXPEDITION(디스커버리 익스페디션) 신규 론칭
- 2014.03. 이천 물류센터 준공
- 2014.08. DISCOVERY KIDS 론칭
- 2016.03. F&F LOGISTICS 설립
- 2018.10. 이탈리아 프리미엄 브랜드 ‘DUVETICA’(듀베티카) 인수
- 2019.05. 해외 사업 시작(MLB 해외 사업 전개 시작)
- 2019.09. DT 본부 설립하고, 전사 디지털 트랜스포메이션 적극 시행
- 2020.12. 에프앤에프 파트너스 설립
- 2021.05. 인적분할 (지주부문: ㈜에프앤에프홀딩스 / 패션부문: ㈜에프앤에프 )
- 2021.07. 글로벌 골프 브랜드 ‘TaylorMade’(테일러 메이드) 인수 목적 PEF에 전략적 투자자로 참여
- 2022.01. SUPRA(수프라) 론칭
- 2022.07. 글로벌 테니스 브랜드  SERGIO TACCHINI(세르지오 타키니)인수
- 2022.11. F&F ENTERTAINMENT 설립

## 현재 브랜드
- 엠엘비 (MLB)
- 엠엘비 키즈 (MLB KIDS)
- 디스커버리 익스페디션 (DISCOVERY EXPEDITION)
- 듀베티카 (Duvetica)
- 세르지오타키니 (Sergio Tacchini)
- 수프라(SUPRA)
- 아울렛 쇼핑몰: 콜렉티드 (COLLECTED)

## 이전 브랜드
- 베네통 (BENETTON)
- 베네통 키즈 (BENETTON KIDS)
- 시슬리 (SISLEY)
- 레노마 스포츠 (RENOMA SPORTS)
- 엘르 스포츠 (ELLE SPORTS)
- 구호 (KUHO)